# Gmina Ulanów
Die Gmina Ulanów ist eine Stadt-und-Land-Gemeinde im Powiat Niżański der Woiwodschaft Karpatenvorland in Polen. Ihr Sitz ist die gleichnamige Stadt mit 1431 Einwohnern (2016).

## Gemeinde
Zur Stadt-und-Land-Gemeinde (gmina miejsko-wiejska) gehören neben der Stadt Ulanów folgende Ortschaften mit einem Schulzenamt:
Bieliniec
Bieliny
Borki
Bukowina
Dąbrowica
Dąbrówka
Glinianka
Huta Deręgowska
Kurzyna Mała
Kurzyna Średnia
Kurzyna Wielka
Wólka Bielińska
Wólka Tanewska

## Persönlichkeiten
- Zenon Brzewski (1923–1993), Musikpädagoge und Geiger; geboren in Ulanów.